# Lockhart, Alabama
Lockhart là một thị trấn thuộc quận Covington, tiểu bang Alabama, Hoa Kỳ. Dân số năm 2009 là 538 người, mật độ đạt 191 người/km².